# Ваца-де-Жос (комуна)
Ваца-де-Жос (рум. Vața de Jos) — комуна у повіті Хунедоара в Румунії. До складу комуни входять такі села (дані про населення за 2002 рік):
- Басарабаса (261 особа)
- Бротуна (291 особа)
- Біртін (301 особа)
- Ваца-де-Жос (611 осіб) — адміністративний центр комуни
- Ваца-де-Сус (342 особи)
- Кезенешть (235 осіб)
- Очишор (254 особи)
- Очу (299 осіб)
- Превелень (349 осіб)
- Пріходіште (282 особи)
- Тетерештій-де-Кріш (154 особи)
- Тирнава-де-Кріш (610 осіб)
- Чунгань (304 особи)

Комуна розташована на відстані 335 км на північний захід від Бухареста, 41 км на північний захід від Деви, 101 км на південний захід від Клуж-Напоки, 115 км на північний схід від Тімішоари.

## Населення
За даними перепису населення 2002 року у комуні проживали 4293 особи.
Національний склад населення комуни:
| Національність | Кількість осіб | Відсоток |
| -------------- | -------------- | -------- |
| румуни         | 4285           | 99,8%    |
| угорці         | 5              | 0,1%     |
| цигани         | 3              | 0,1%     |

Рідною мовою назвали:
| Мова       | Кількість осіб | Відсоток |
| ---------- | -------------- | -------- |
| румунська  | 4276           | 99,6%    |
| угорська   | 13             | 0,3%     |
| циганська  | 3              | 0,1%     |
| українська | 1              | < 0,1%   |

Склад населення комуни за віросповіданням:
| Релігія                                       | Кількість осіб | Відсоток |
| --------------------------------------------- | -------------- | -------- |
| православні                                   | 4216           | 98,2%    |
| баптисти                                      | 43             | 1,0%     |
| п'ятдесятники                                 | 13             | 0,3%     |
| реформати                                     | 9              | 0,2%     |
| римо-католики                                 | 8              | 0,2%     |
| греко-католики                                | 1              | < 0,1%   |
| адвентисти                                    | 1              | < 0,1%   |
| лютерани (Синодально-пресвітеріанська церква) | 1              | < 0,1%   |